# Міхал Корибут Вишневецький
 Михайло (Мі́хал) Тома Корибу́т Вишневе́цький (пол. Míchał Korýbut Wiśniowiécki; 31 липня 1640 — 10 листопада 1673) — король польський, великий князь литовський, Великий князь Руський, Київський і пр. від 1669 року.

## Королівський титул
Повний титул: лат. Michael I, Dei Gratia rex Poloniae, magnus dux Lithuaniae, Russiae, Prussiae, Masoviae, Samogitiae, Livoniae, Smolensciae, Kijoviae, Volhyniae, Podoliae, Podlachiae, Severiae, Czernichoviaeque, etc..
Переклад українською: Божою Ласкою король Польщі, Великий князь Литовський, Руський, Прусії, Мазовецький, Жмудський, Інфлянтський, Смоленський, Київський, Волинський, Подільський, Підляський, Сіверський і Чернігівський.

## Біографія
Представник старого князівського роду Вишневецьких, гербу Корибут. Обраний на престол 19 червня 1669 року після зречення Яна II Казимира. Син Яреми Вишневецького. До 1642 року він ріс у Замості.
У 1651 році батько призначив одним з його опікунів Александера Людвіка Незабітовського. Пізніше потрапив під опіку свого дядька, воєводи сандомирського Яна Замойського. У 1656-1660 роках за підтримки королеви й дружини короля Яна II Казимира — Марії Луїзи, почав навчатися в університеті у Празі.
1669 року, передусім з поваги до покійного батька, який у Речі Посполитій вважався героєм, його обирають королем. 27 лютого 1670 року він одружився з Елеонорою Марією Австрійською. Королева була вагітна, але 29 листопада 1670 року трапився викидень у результаті нещасного випадку.
Коротке правління молодого і недосвідченого Михайла I виявилася не дуже вдалим. За його правління у Речі Посполитій послабилась королівська влада. Річ Посполита, намагаючись захопити Правобережну Україну, підтримувала претендента на гетьманство Михайла Ханенка і вела війну проти Петра Дорошенка.
Влітку 1672 року українсько-турецька армія, здобувши фортеці Хотин та Кам'янець вступила в Галичину. Після короткої облоги українсько-турецькими військами Львова Михайло був змушений укласти Бучацький мирний договір 1672 року, за умовами якого Україна ставала незалежною державою під протекторатом Османської імперії.
Помер у Львові (Палац латинських архієпископів, тепер Площа Ринок, 9) під час причастя перед Хотинською битвою. 10 листопада 1673 року — як показав розтин — через виразки в шлунково-кишковому тракті, що було викликане стресом. Здобувши перемогу над турками, Річ Посполита фактично пережила поразку, бо на турецько-польській війні загинуло більше, ніж дві третини польського чоловічого населення. Похований у крипті святого Леонарда в Кракові.

## Вшанування пам'яті
У місті Лубнах є Вулиця Князів Вишневецьких, названа не лише на честь Великого Князя Руського Михаїла, а й на честь усієї його славетної родини.

## Зображення

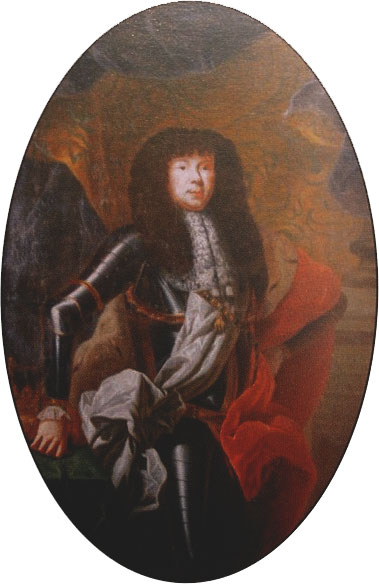
Михайло I, XVIII століття
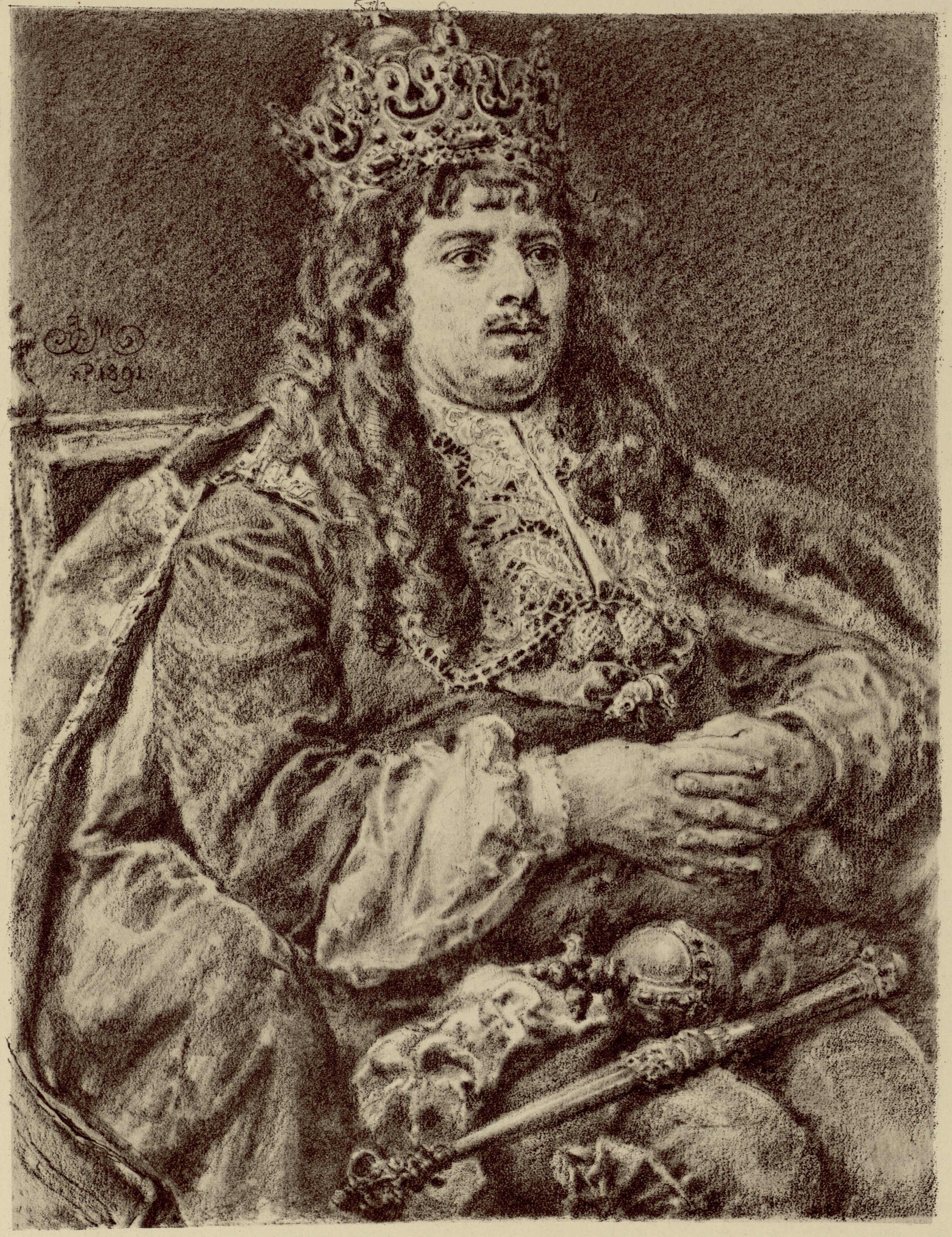
Михайло I, Ян Матейко, XIX століття

## Цікаві факти
Згідно проведених на початку XXI століття генетичних досліджень, сучасний представник роду князів Воронецьких має по чоловічій лінії спільних предків із сучасними Рюриковичами, а не Гедиміновичами, як вважалося у традиційній генеалогії. Оскільки Корибут-Воронецькі мають спільне походження із згаслими Вишневецькими, це опосередковано, разом із документальними та сфрагістичними аргументами, свідчить на користь версії походження самих Вишневецьких від Рюриковичів. Якщо це вірно, то король Міхал фактично був останнім монархом з Рюриковичів, який до того ж правив не лише Польщею та Литвою, але й великою частиною Русі. Втім, низка авторитетних дослідників, як то Наталя Яковенко, переконані, що Вишневецькі (як і Збаразькі, Острозькі та ін.) були Гедиміновичами, наводячи низку документальних та логічних аргументів. 
Також король Міхал через свою матір був нащадком давньої польської династії П'ястів.